# 水阳江
水阳江，是长江下游南岸主要支流之一，发源于安徽和浙江交界处的天目山山区，上游称西津河，下游分为东西两支，西支与青弋江相连，东支在当涂太平口注入长江。水阳江干流全长254公里，流域面积10305平方公里，地跨安徽和江苏两省。在水阳江中、上游及其支流的两岸——宁国至宣州间长约70公里，宽20公里的范围内，发现了若干旧石器地点群。各地点之间相距远者有十余公里，近者仅数百米。各地点发现的石制品数量相差很大，多者上千件，少者仅一件。其中，陈山遗址一处所发现的石制品多达1500件。